# Lithocarpus cryptocarpus
Lithocarpus cryptocarpus är en bokväxtart som beskrevs av Aimée Antoinette Camus. Lithocarpus cryptocarpus ingår i släktet Lithocarpus och familjen bokväxter. Inga underarter finns listade.